# 다치타역

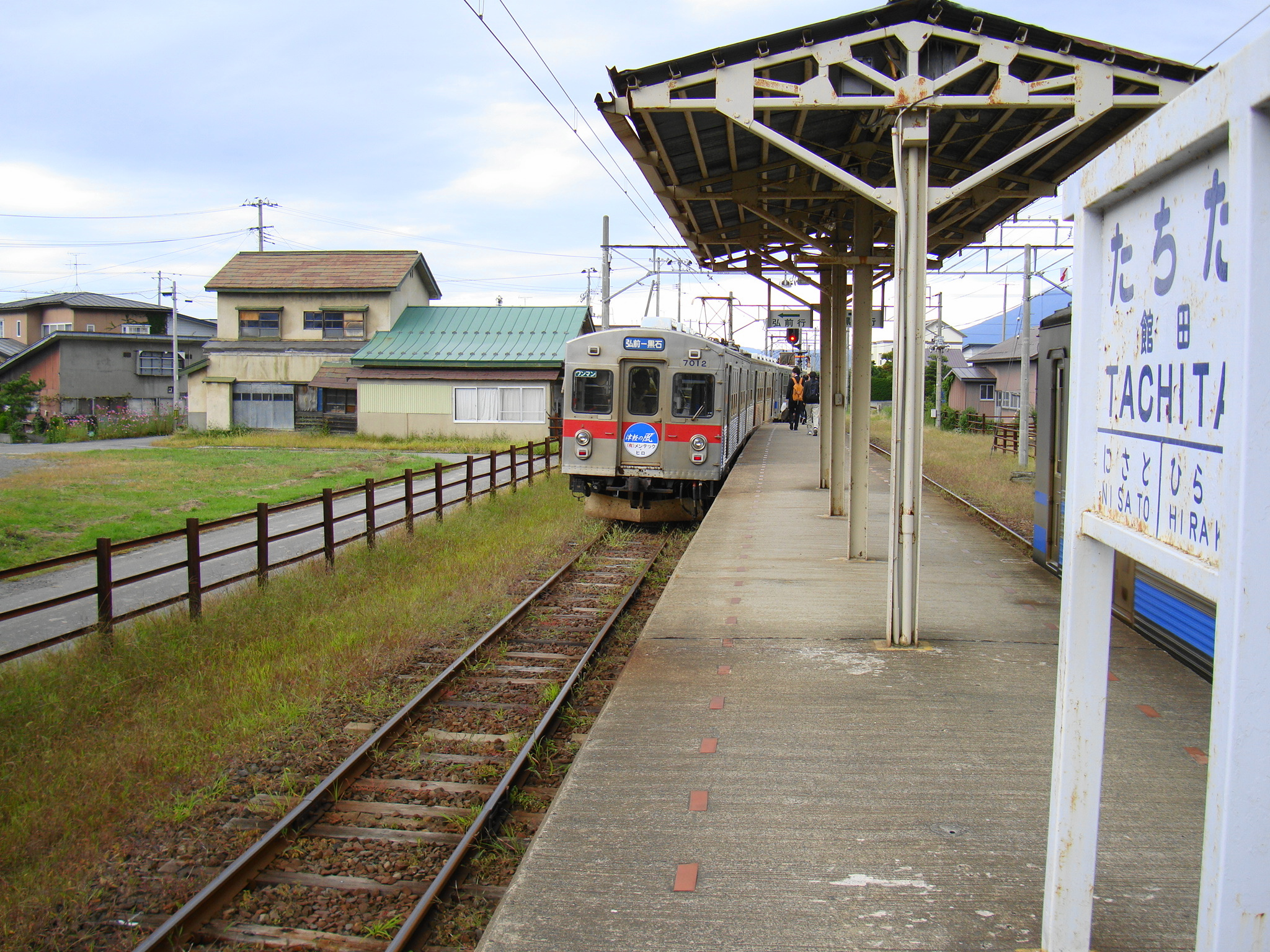
승강장의 모습

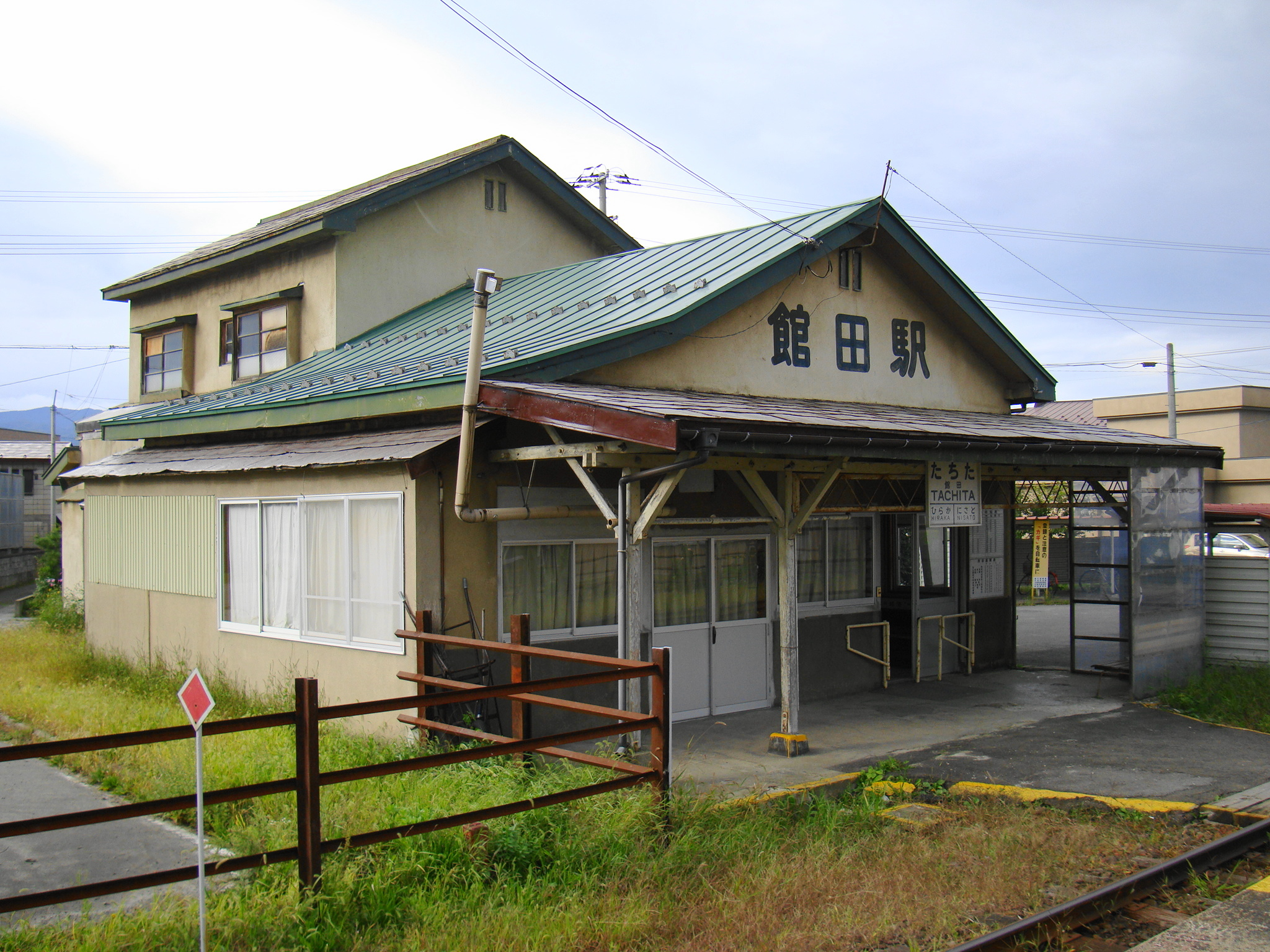
승강장 측면에서 본 역사

다치타역(일본어: 館田駅)은 일본 아오모리현 히라카와시에 위치한 고난 철도 고난 선의 철도역이다. 섬식 승강장 1면 2선의 구조를 갖춘 지상역이다.

## 타는 곳
| 1 | ■ 고난 선 | 상행 | 히로사키 방면          |
| 2 | ■ 고난 선 | 하행 | 히라카 · 구로이시 방면 |

## 역 주변
- 아오모리 현도 104호 다치타테이류조 선
- 다치타 온천

## 역사
- 1927년 9월 7일 : 개업.
- 1974년 10월 1일 : 업무 위탁화.
- 1984년 7월 1일 : 화물 취급 폐지.
- 1997년 8월 25일 : 당 역에서 열차 교환하는 열차가 교환하지 않고 출발했기 때문에, 하행 열차와의 정면 충돌사고가 일어남.
- 2006년 4월 1일 : 업무 위탁 폐지, 무인화.

## 인접 역
| 고난 철도 고난 선    | 고난 철도 고난 선 | 고난 철도 고난 선    |
| -------------------- | ----------------- | -------------------- |
| 니사토 히로사키 방면 | ■ 고난 선         | 히라카 구로이시 방면 |